# Clément Raimbault
 (mars 2017).
Pour les articles homonymes, voir Raimbault.

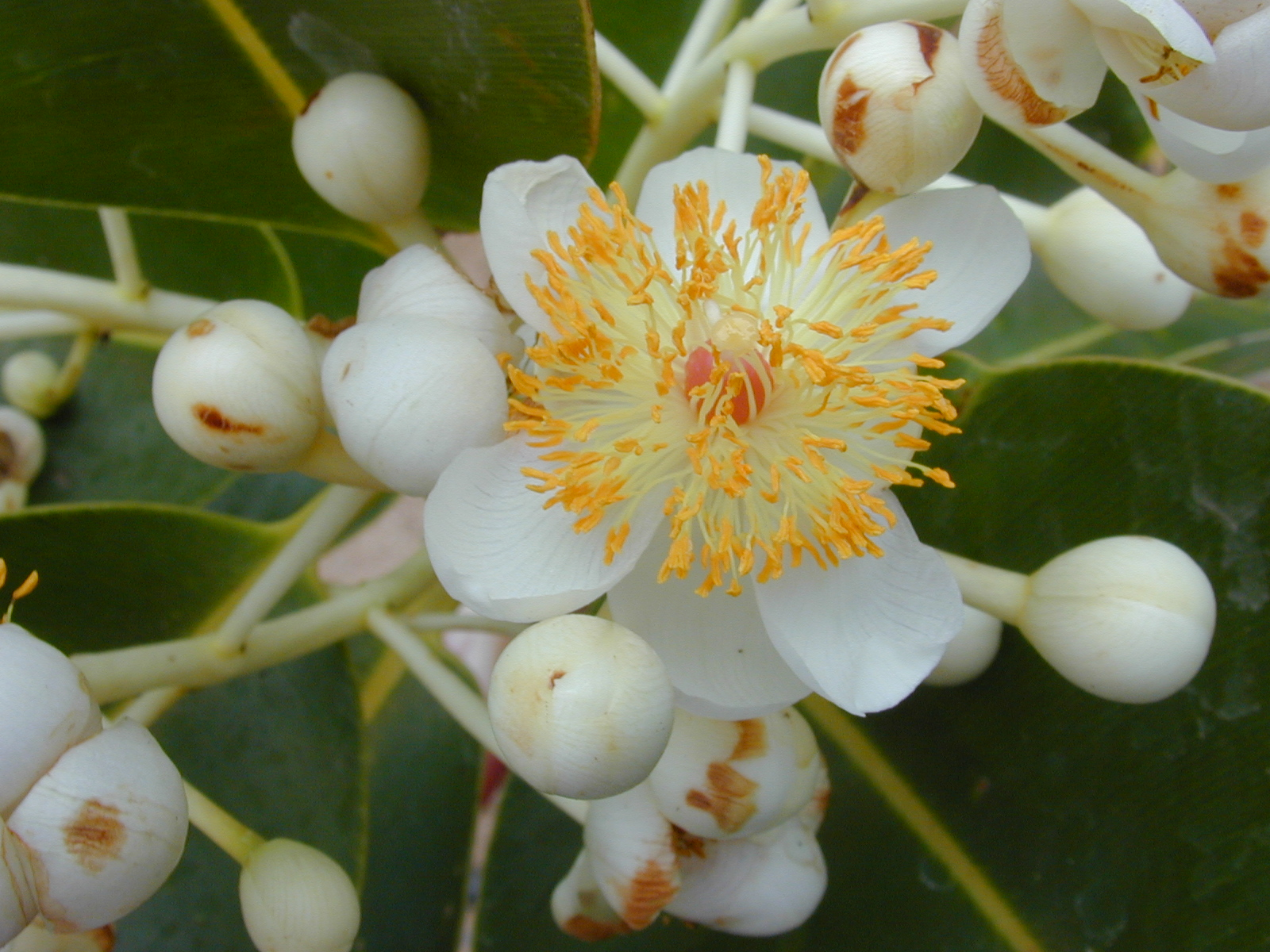
Calophyllum inophyllum ou Takamaka

Clément Raimbault (25 février 1875 à Henrichemont dans le Cher - 12 novembre 1949 à La Réunion) est un religieux catholique français qui s'est notamment illustré par ses recherches en botanique menées à Madagascar puis à La Réunion.

## Une jeunesse en France
Prêtre spiritain, agronome, botaniste et médecin des lépreux.
Issu d'une famille aisée qui participa financièrement à ses projets de développement de Nosy Be, son frère était le chanoine Joseph Raimbault et une de ses sœurs était religieuse. Il fait partie d’une expédition en Afrique centrale à l’âge de 19 ans. Il découvrit ainsi la mission de la Sainte Famille des Banziri (actuelle République centrafricaine) où il rencontra le Père Moreau, un spiritain. Cette rencontre a-t-elle déterminé sa vocation de missionnaire dans la congrégation du Saint-Esprit ?

## Vocation religieuse
Il entra au grand séminaire de Bourges et fut ordonné prêtre le 29 juin 1901. Tout d'abord nommé vicaire dans sa paroisse natale, il entra au noviciat de la Congrégation du Saint-Esprit à Orly, le 19 novembre 1901, se destinant aux missions en terres lointaines.

## Missionnaire à Nosy Be (Madagascar) 1903-1932
En poste dans l'ile de Nosy Be (nord-ouest de Madagascar) à partir de 1903, il y construit écoles, dispensaires, orphelinats, maisons de retraite, sanatorium. Il porte une attention particulière aux lépreux et développe l’agriculture : café, poivre, vanille, ylang-ylang… En 1905, il accueillit pendant six mois et soigna les marins de l’escadre russe en route pour Port-Arthur lors de la guerre russo-japonaise que la Russie perdit. En remerciement, l'archiduc à la tête de l'escadre le fit hériter d’une propriété dans le nord de la Norvège actuelle.
Nosy Be se développa et devint donc intéressante sur le plan financier, ce qui suscita des querelles intestines entre ordres religieux. Sur décision du Vatican, les Spiritains furent remplacés par les Capucins et le Père Raimbault dut abandonner l’œuvre de sa vie. Il fut « appelé » à La Réunion après un séjour de deux années en France. Il y arriva en 1935 en compagnie du nouvel évêque de La Réunion, François Cléret de Langavant.

## Missionnaire à La Réunion 1935-1949
Il choisit la paroisse la plus déshéritée :  Saint-Bernard  qui est un écart de Saint-Denis situé sur des pentes rocheuses surplombant l'océan Indien. Tout en se consacrant aux lépreux,, il poursuit ses études de botanique et de minéralogie et est également curé de la paroisse.
Féru de botanique depuis longtemps et en raison de l'absence de médicaments efficaces, le père soigne les malades de l'huile genre Chaulmoogra, huile des graines du Taraktogenos kurzii. Mais cette huile très épaisse fait éclater les seringues et l'injection très douloureuse est redoutée par les patients. Clément Raimbault découvre alors le Dolno, huile provenant des graines du Takamaka (Calophyllum inophyllum), un arbre qui pousse dans les hauts de La Réunion. Il utilise également dans le traitement de la lèpre l’huile de wightiana, plante endémique de l’Inde, qu’il administre à la dose de 5 ml par voie intramusculaire. En face de l'établissement, il aménage un jardinet dans lequel il s'approvisionne. Il se constitue par ailleurs un herbier en étudiant en particulier les plantes médicinales de l'île qu'il répertorie dans un ouvrage de médecine botanique publié en 1948 et plusieurs fois réédité.

## Homme de Dieu et homme de sciences
Poursuivant ses recherches sur la lèpre, il crée un laboratoire dans l'ancien presbytère de la paroisse Saint Bernard. Il écrit : « J'avais réussi assez bien trois bouillons de culture sur gélose et sérum humain obtenu par vésicatoire. Ces cultures sont assez difficiles à obtenir et à conserver et je crains d'avoir à recommencer tout mon travail. J'ai obtenu par cette méthode des bacilles très polymorphes qui ressemblent étrangement aux bacilles tuberculeux. Chose étrange : à l'état de culture, les bacilles n'ont pas la forme classique du bacille de Hansen. Ce sont apparemment du moins des champignons. » On voit par ses écrits que le Père Raimbault est très au courant des travaux de Gerhard Hansen, le découvreur du bacille de la lèpre en 1873 et du fait qu'il n'ait jamais réussi à le cultiver, ni à l'inoculer à des animaux.
Le père Raimbault échange une volumineuse correspondance avec des médecins, en particulier avec le professeur Jeanson, chef du laboratoire du Pavillon de Malte à l'hôpital Saint-Louis à Paris. La Seconde Guerre mondiale qui isole totalement La Réunion, en raison du blocus britannique, le coupe des nombreux contacts extérieurs, notamment scientifiques.

## Une fin tragique
Les cyclones de 1944 et 1948 détruisent les bâtiments de la léproserie et de la mission : la plupart des fiches botaniques sont également détruites. Trois nonnes et un lépreux ont été tués sous les ruines de la léproserie. Le père Raimbault est blessé. Il a 73 ans et ne se remettra pas des souffrances physiques et morales dues à ces catastrophes répétées et meurt le 12 novembre 1949.
Quelques mois avant sa mort, il avait été élu membre correspondant de l'Académie des sciences coloniales en juillet 1949.
Sur son mausolée construit près de l’église de Saint-Bernard (La Réunion), il est inscrit « Médecin des lépreux ». Bien que non médecin, le Père Clément Raimbault a bien mérité ce titre, tant il s'est dévoué auprès des lépreux de La Réunion pendant 15 ans. Il fait encore l’objet d’une grande vénération : sa tombe est constamment fleurie et entretenue, une rue voisine porte son nom. Le village des lépreux abrite les rescapés de cette époque et leur descendance. La léproserie bâtie en carré autour d'une cour intérieure et d'une chapelle a fermé en 1982. Restaurée, elle abrite désormais divers commerces et un cabinet médical.